# Jennifer Butt
Jennifer Butt (Valparaiso, 17 marzo 1958) è un'attrice statunitense.

## Biografia
Nata e cresciuta in Indiana, Jennifer Butt ha fatto il suo debutto a Broadway nel 1987, interpretando Madame Thénardier nella prima statunitense del musical di grande successo Les Misérables; nel 2003 tornò a ricoprire il ruolo nella terza tournée statunitense del musical. Molto attiva nel campo del teatro musicale ha recitato anche nel tour statunitense di Cats e di The Best Little Whorehouse in Texas.

## Filmografia

### Cinema
- Stress da vampiro (Vampire's Kiss), regia di Robert Bierman (1989)

### Televisione
- The Mommies - serie TV, 1 episodio (1993)
- Il cliente - serie TV, 1 episodio (1996)
- Il piccolo capo indiano (The Ransom of Red Chief) - film TV (1998)
- Providence - serie TV, 1 episodio (1999)
- Sabrina, vita da strega - serie TV, 1 episodio (1999)
- Beverly Hills 90210 - serie TV, 1 episodio (2000)